# G217国道

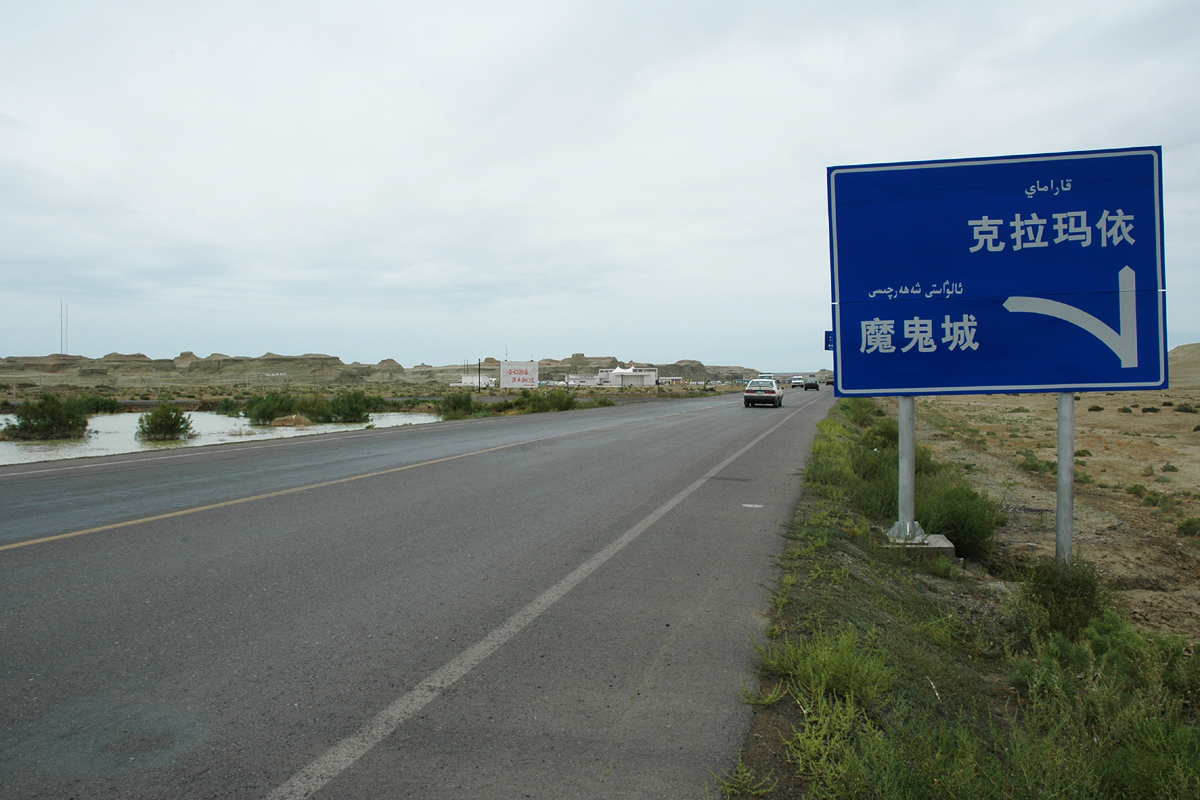
G217国道（カラマイ付近の魔鬼城近辺）

G217国道（G217こくどう/国道217線、G217線）別名北疆西線（ほくきょうさいせん）は中華人民共和国の新疆ウイグル自治区（東トルキスタン）内のアルタイ市からカラマイ市（北緯45度30分 東経84度53分 / 北緯45.500度 東経84.883度座標: 北緯45度30分 東経84度53分 / 北緯45.500度 東経84.883度）を経てクチャ県を結ぶ全長1117kmの中国の国道である。独山子区からクチャまでは独車公路（どくしゃこうろ）または最美公路（さいびこうろ）と呼ばれ、人民解放軍により多数の死傷者を出して建設された。1974年8月に建設開始して、1983年9月に正式開通した。この区間で海抜3600mの玉希莫勒蓋達坂を越える。現在はタクラマカン砂漠を南北に縦断する砂漠公路の阿和公路（2007年に完成）を経て、ホータン市まで延長されている。

## 里程表
| 省、自治区                            | 地級市、自治州、地区                | 県、県級市、市轄区、自治県     | 距離(km) | 注                        |
| ------------------------------------- | ----------------------------------- | ------------------------------ | -------- | ------------------------- |
| 新疆ウイグル自治区 （東トルキスタン） | イリ・カザフ自治州 アルタイ地区     | アルタイ市                     | 0        | G217国道起点              |
| 新疆ウイグル自治区 （東トルキスタン） | イリ・カザフ自治州 アルタイ地区     | ブルチン県                     | 110      |                           |
| 新疆ウイグル自治区 （東トルキスタン） | イリ・カザフ自治州 タルバガタイ地区 | ホボクサル・モンゴル自治県     | 257      |                           |
| 新疆ウイグル自治区 （東トルキスタン） | カラマイ市                          | ウルホ区                       | 339      |                           |
| 新疆ウイグル自治区 （東トルキスタン） | カラマイ市                          | 白鹸灘区                       | 404      |                           |
| 新疆ウイグル自治区 （東トルキスタン） | カラマイ市                          | カラマイ市                     | 437      |                           |
| 新疆ウイグル自治区 （東トルキスタン） | イリ・カザフ自治州                  | クイトゥン市                   | 574      |                           |
| 新疆ウイグル自治区 （東トルキスタン） | カラマイ市                          | 独山子区                       | 595      | 独車公路起点              |
| 新疆ウイグル自治区 （東トルキスタン） | イリ・カザフ自治州                  | ニルカ県喬爾瑪(Qiao Erma)      | 715      |                           |
| 新疆ウイグル自治区 （東トルキスタン） | バインゴリン・モンゴル自治州        | 和静県バインブルク(巴音布魯克) | 966      |                           |
| 新疆ウイグル自治区 （東トルキスタン） | アクス地区                          | クチャ市                       | 1117     | 独車公路終点              |
| 新疆ウイグル自治区 （東トルキスタン） | ホータン地区                        | ホータン市                     | 1753     | 阿和公路終点 G217国道終点 |

## 主な接続路線

### 新疆ウイグル自治区（東トルキスタン）
- G216国道 - アルタイ市
- G312国道 - クイトゥン市
- G218国道 - キュネス県那拉提鎮
- G314国道 - クチャ市
- G315国道 - ホータン市

## 註釈・参考資料
1. ↑  国道217線----北疆西線 （一路凱歌）
2. ↑  国家幹線公路査詢表
3. ↑  新疆獨庫公路，中國最美的景觀大道。一年只露臉5個月!（巨匠旅遊，2021年））
4. ↑  天山作証——武警交通六支隊重建独車公路紀實（人民網）
5. ↑  天山行――独車公路（悍馬戸外）
6. ↑  新疆自駕車指南－国道217線具体情况（雲南中青旅在線）